# نجا صينية
نجا صينية (الاسم العلمي:Najas chinensis) هي نوع من النباتات تتبع جنس النجا من فصيلة الحب المائية.